# Jacques-Christophe Valmont de Bomare
Jacques-Christophe Valmont de Bomare, född den 17 september 1731 i Rouen, död den 24 augusti 1807 i Paris, var en fransk naturvetenskapsman.
Valmont de Bomare författade Minéralogie (1794) och Dictionnaire raisonné universel d'histoire naturelle (1800). 